# Palacio de Bogor
El Palacio de Bogor (en indonesio: Istana Bogor) es uno de los 6 palacios presidenciales en Indonesia. El palacio se caracteriza por sus rasgos distintivos arquitectónicos, históricos, así como por los jardines botánicos colindantes. Istana Bogor se abrió al público en 1968 para los grupos de turistas públicos (no individuos), con el permiso del entonces presidente de Indonesia, Suharto. El número de visitantes al año es de aproximadamente 10.000 personas.
Los jardines del palacio tienen una superficie de 284.000 metros cuadrados (28,4 hectáreas).